# Helichrysum fragrans
Helichrysum fragrans là một loài thực vật có hoa trong họ Cúc. Loài này được Andrews ex Steud. mô tả khoa học đầu tiên năm 1840.